# Florian Wirtz
Florian Richard Wirtz (Pulheim, 3 de maio de 2003) é um futebolista alemão que atua como meia-atacante. Atualmente, joga pelo Liverpool e pela Seleção Alemã.

## Carreira

### Categorias de Base

#### Grün-Weiß Brauweiler
Wirtz começou sua carreira na base do Grün-Weiß Brauweile (um time amador dirigido pelo próprio pai de Florian) em 2008. Na equipe estava sua irmã mais velha, Juliane, que também jogava pelas Categorias de Base.
| “                                       | No começo estávamos no mesmo time (ele e sua irmã), mesmo ela sendo dois anos mais velha. Mas depois disso troquei o Brauweiler pelo 1. FC Köln bem cedo, e então tudo acabou. São poucos os familiares que não jogavam futebol. É por isso que sempre temos futebol na TV. Para nós, tem muito a ver com futebol. | ” |
| — Wirtz, sobre seus anos no Brauweiler. | |   |

Mesmo anos após deixar o clube amador, o jogador continuou trazendo "bençãos" à equipe. Após ser convocado para Seleção Alemã, o pequeno time recebeu uma ajuda financeira de 8 mil euros da Liga Alemã de Futebol por ter sido um dos clubes formadores do atleta em sua juventude.

#### Köln
Wirtz ingressou na equipe juvenil do Köln em 2010, onde permaneceu até a contratação do Bayer Leverkusen em janeiro de 2020.
Pelo time de Colônia, Florian tornou-se um dos destaques da equipe durante a campanha vitoriosa da Bundesliga Sub-17 de 2018–19. Após isso, Wirtz mudou-se para o Bayer 04, onde estreou profissionalmente.
Sua mudança causou um certo desconforto na mídia local, já que as duas equipes são rivais e protagonizam o Clássico do Rio Reno. Porém, o jogador tratou de minimizar a polêmica dizendo que sua família e amigos o apoiaram:
| “                                          | Nunca foi um problema no meu círculo próximo. Meus pais e meus amigos me apoiaram, embora isso naturalmente tenha causado muita atenção da mídia na época. Mas todos os meus cuidadores me incentivaram a seguir meu próprio caminho. | ” |
| — Wirtz, sobre sair do Köln para um rival. | |   |

#### Bayer 04
Em entrevista, Wirtz comentara sobre sua mudança de clube, e como isso o fez ver o futebol de outra forma:
| “                                        | Apesar dos muitos jogos internacionais juvenis, só percebi realmente que conseguiria chegar ao nível profissional quando me mudei para o Bayer 04 e de repente fui autorizado a treinar com os profissionais. Este era um mundo totalmente novo. De qualquer forma, desportivo, mas também notei que é um trabalho que você faz e que traz consigo requisitos especiais. Foi só então que eu realmente aceitei que precisava fazer isso e veria isso como meu trabalho nos próximos anos. | ” |
| — Wirtz, sobre mudar-se para o Bayer 04. | |   |

Apesar de não ter conquistado títulos na equipe de Base, foi no Bayer que o atleta conquistou uma convocação para Seleção Alemã Sub-21 pela primeira vez.

### Bayer Leverkusen

#### 2019–20
Estreou pela equipe profissional em 18 de maio de 2020, na vitória por 4–1 sobre o Werder Bremen. Tornou-se o jogador mais jovem da história do Bayer Leverkusen a estrear na Bundesliga, aos 17 anos e 15 dias, superando o recorde de 17 anos e 126 dias estabelecido por Kai Havertz.
Wirtz também é o quarto mais jovem da história a atuar pela Bundesliga, atrás apenas de Yann Aurel Bisseck (16 anos e 362 dias, pelo Köln em 2017), Nuri Şahin (16 anos e 335 dias, pelo Borussia Dortmund em 2005) e Youssoufa Moukoko (16 anos e 1 dia, pelo Borussia Dortmund em 2020).
Em 6 de junho de 2020, Wirtz marcou seu primeiro gol na Bundesliga aos 89 minutos contra o Bayern de Munique, se tornando o marcador mais jovem da história do Campeonato Alemão aos 17 anos e 34 dias.

#### 2020–21
Em sua segunda temporada, o alemão conseguiu se firmar na equipe e começou a performar um futebol que atraísse outras equipes. Nessa época, o jogador havia chegado a marca de 38 jogos, e marcou 8 gols nessas partidas.
Com seus números surpreendentes para sua idade, o jogador, ao final da temporada, recebeu o prêmio de Melhor Jogador da Temporada do Bayer Leverkusen.
No dia 13 de março de 2022, durante uma partida entre Leverkusen e Colônia, Wirtz sofreu uma ruptura no ligamento cruzado do joelho esquerdo, desfalcando seu clube pelo resto da temporada.

#### 2022–23

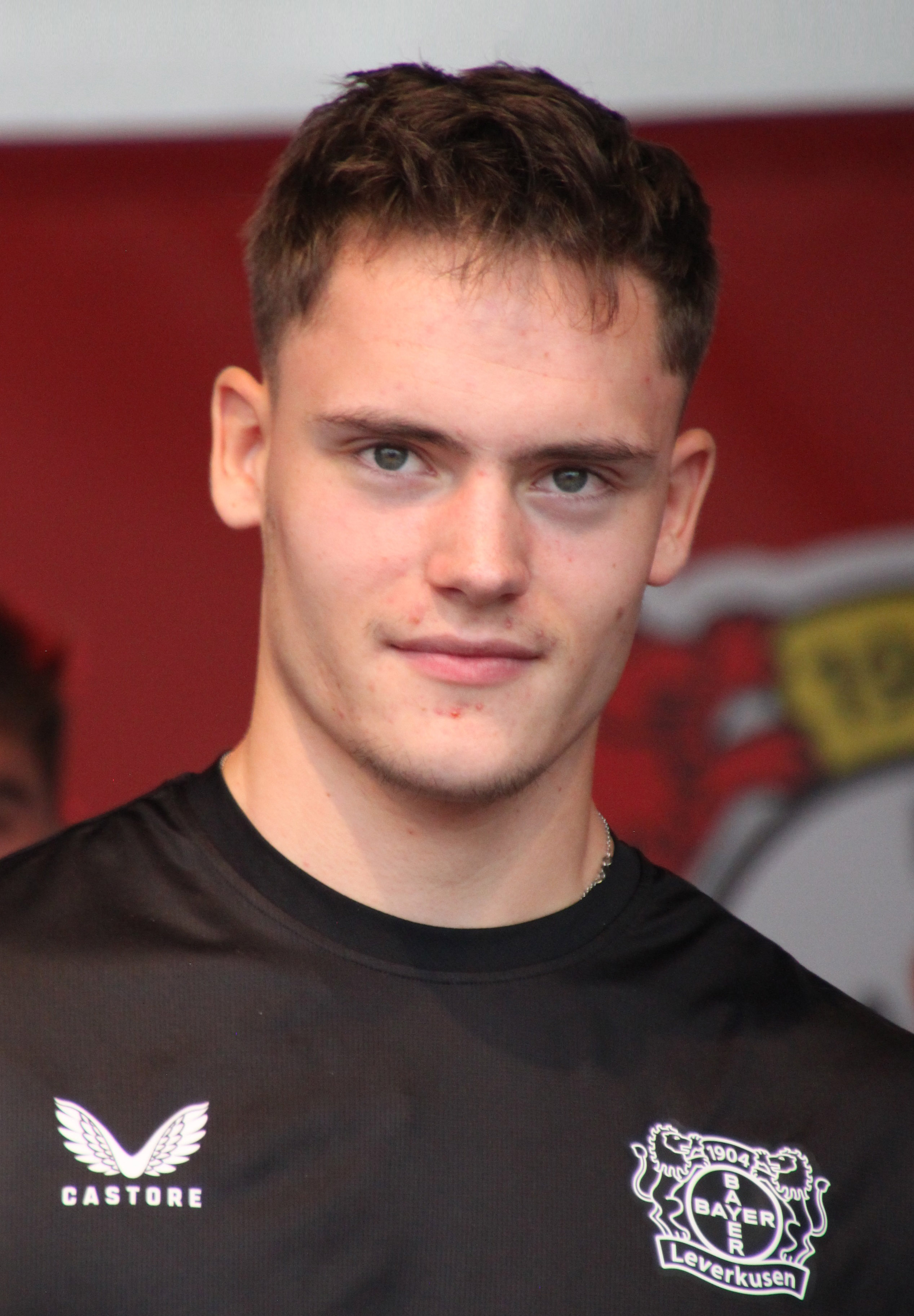
Wirtz em 2022.

Após se recuperar de sua grave lesão sofrida na temporada anterior, Florian teve pouco tempo em campo pela Bundesliga naquela época. Em 17 jogos, o meio-campista fizera somente um gol. Ele não participou de nenhuma competição Alemã naquele período, pois esteve demasiado tempo curando-se de seu ligamento no joelho.
Durante a Europa League, Wirtz destacou-se em demasiado, pois, em 8 partidas, conseguiu marcar 3 gols e dar 2 assistências em toda campanha semifinalista do Bayer na competição. Seus números positivos deram ao atleta o título de melhor Jogador Jovem da Liga Europa da UEFA.

#### 2023–24
Essa temporada consagrou Florian como grande promessa do futebol mundial. Sob o comando de Xabi Alonso, o Bayer brigava ativamente pelo título da Bundesliga, e o jogador era um dos pilares daquele elenco. Até fevereiro de 2024, o jogador tinha feito 9 assistências e contribuído com mais 5 gols somente pelo Campeonato Alemão.
No dia 14 de março de 2024, no equivalente a 29ª rodada da Bundesliga, Florian marcou um hat-trick na goleada do Bayer por 5 a 0 diante o Werder Bremen e ajudou a desbancar uma hegemonia do Bayern de Munique que já durava onze edições consecutivas. Pela primeira vez na história, o Leverkusen vencia o Campeonato Alemão e fizera isso sem perder jogo nenhum até aquele momento (somando todas as competições).
Na temporada em questão, Florian Wirtz teve um desempenho excepcional. Em 32 jogos das 34 rodadas do Campeonato Alemão, ele marcou 11 gols e contribuiu com 11 assistências, demonstrando sua versatilidade e importância para o Bayer Leverkusen. Sua habilidade e liderança em campo foram fundamentais para a conquista do título invicto na Bundesliga, um feito notável que solidificou a posição do clube como uma das sensações do futebol europeu na época. Além disso, sua performance foi reconhecida com o prêmio de melhor jogador da Bundesliga.
Ainda em competições caseiras, Wirtz vislumbrou também o título da Copa da Alemanha. Desse modo, conseguiu terminar a temporada com apenas uma derrota: a final da Liga Europa diante o Atalanta.

#### 2024–25
O time alemão conseguiu manter suas principais peças para próxima temporada e viu novamente Wirtz ser um dos grandes nomes do clube que novamente brigava por títulos alemães. A temporada começou com o Bayer vencendo o VfB Stuttgart na Supercopa da Alemanha de 2024 em uma Disputa por pênaltis que Florian não chegou a participar.
Futuramente, o meio-campista estreou na Bundesliga de 2024–25 de maneira singular e marcou dois gols na vitória por 3–2 diante o Borussia Mönchengladbach. No jogo seguinte, deu uma assistência em uma derrota de mesmo placar contra o RB Leipzig, antes de fazer tentos nas próximas duas rodadas consecutivas.
Nessa temporada de Liga, Wirtz foi um dos grandes assistentes. Entre seus jogos, destaca-se sua participação crucial para goleada de 5–1 contra o Freiburg, pois participou diretamente de quatro tentos com três assistências e uma bola na rede na 15ª jornada. Futuramente, nas rodadas 19 e 33, o alemão conseguiu dar duas assistências contra cada time.
Apesar da equipe conseguir bons resultados ao longo da edição e brigar ativamente pelo título, os tropeços contra os clubes tornaram-se mais frequentes e a equipe ficava cada vez mais distante de repetir o feito da última Bundesliga. Desse modo, esteve até a 33ª rodada matematicamente ativo na briga pelo troféu, mas teria de tirar um saldo de gols que ultrapassava os 30 tentos para garantirem o bicampeonato. Contudo, na jornada em questão, a equipe empatou em 2–2 contra o Freiburg e isso os impediu de somar pontos o suficiente para alcançarem o antecipado campeão Bayern de Munique.
Mesmo sem o título, Florian foi novamente um destaque individual. O meio-campista chegou aos 10 gols e 12 assistências, ficando somente atrás de Michael Olise (com 15) na lista de maiores assistentes.
A equipe de Xabi também não conquistou um título de Copa da Alemanha, já que o clube rumou à semifinal, mas lá foram eliminados pelo Arminia Bielefeld sem o meio-campista em campo por conta de lesão. Na campanha, Wirtz apenas deu uma assistência na virada por 3–2 contra o 1. FC Köln nas quartas de final.
Na Liga dos Campeões da UEFA de 2024–25, Florian tivera outros bons momentos em gols marcados. Na estreia, fizera um doblete contra o Feyenoord, seguido de um gol contra o Brest na 3ª rodada; um doblete diante o Red Bull Salzburg na 5ª e seu último tento diante o Sparta Praga na 8ª. Por fim, com a ida do time às oitavas, enfrentaram o Bayern e o jogador participara apenas do jogo de ida – impossibilitado de jogar volta por lesão – e contemplou a eliminação do time ao perder ambos os jogos.
Ao final da temporada, o jogador ainda chamava a tenção de grandes equipes, tendo sido muito especulado em clubes ingleses ao longo dos meses. A sua permanência e a dos demais companheiros era incerta, vide que até mesmo o treinador já havia anunciado que abdicaria do cargo após a rodada final da Liga. Dessa forma, Wirtz concluiu sua época com 16 tentos e 14 assistências em 45 partidas.

### Liverpool
No dia 20 de junho de 2025, Wirtz se juntou ao Liverpool, clube da Premier League, em um contrato de longo prazo por uma taxa base relatada, dependendo da fonte, de £ 100 milhões (€ 117,5 milhões) ou £ 107 milhões (€ 125 milhões), com £ 16 milhões (€ 18,8 milhões) em bônus. Tornou-se a transferência mais cara da história da Bundesliga (nesse sentido substituiu Ousmane Dembélé como recordista). Sua transferência representou um valor recorde para o Liverpool, sucedendo a transferência de Darwin Núñez do Benfica, bem como uma potencial transferência recorde britânica, caso os complementos sejam ativados.

## Seleção Alemã

#### Alemanha Sub-21
Após passar por seleções de Base desde o Sub-15, Wirtz foi convocado para fazer parte da vitoriosa campanha da Seleção Alemã Sub-21 na Eurocopa da Categoria em 2021.
Seu principal jogo com a camisa da Seleção de Base foi na Semifinal dessa mesma competição. O jogador marcou um doblete na contra a Holanda, classificou a Alemanha para final, e ainda venceu o Prêmio de Homem do Jogo.

### Alemanha
O jogador teve sua primeira convocação para Seleção Alemã em março de 2021 para disputar as Eliminatórias Europeias para Copa do Mundo de 2022. Entretanto, só entrou em campo pela primeira vez em setembro, na vitória diante a Seleção Liechtensteiniense.
Florian Wirtz era um dos jogadores cotados para participar da Copa do Mundo de 2022. Contudo, o atleta sofrera uma grave lesão no ano da competição e ficou afastado dos gramados por 9 meses.

## Estatísticas
Atualizadas até 19 de setembro de 2024.

### Clubes

#### Categorias de base
| Temporada                    | Clube                        | Campeonato                   | Jogos | Gols |
| ---------------------------- | ---------------------------- | ---------------------------- | ----- | ---- |
| 2018–19                      | Köln                         | Bundesliga West Sub-17       | 14    | 4    |
| 2019–20                      | Köln                         | Bundesliga West Sub-17       | 10    | 8    |
| 2019–20                      | Bayer Leverkusen             | Bundesliga West Sub-19       | 4     | 2    |
| Total nas categorias de base | Total nas categorias de base | Total nas categorias de base | 28    | 14   |

#### Profissional
| Clube             | Temporada         | Campeonato nacional | Campeonato nacional | Campeonato nacional | Copa nacional[a] | Copa nacional[a] | Copa nacional[a] | Competições continentais[b] | Competições continentais[b] | Competições continentais[b] | Outros torneios[c] | Outros torneios[c] | Outros torneios[c] | Total | Total | Total   |
| Clube             | Temporada         | Jogos               | Gols                | Assist.             | Jogos            | Gols             | Assist.          | Jogos                       | Gols                        | Assist.                     | Jogos              | Gols               | Assist.            | Jogos | Gols  | Assist. |
| ----------------- | ----------------- | ------------------- | ------------------- | ------------------- | ---------------- | ---------------- | ---------------- | --------------------------- | --------------------------- | --------------------------- | ------------------ | ------------------ | ------------------ | ----- | ----- | ------- |
| Bayer Leverkusen  | 2019–20           | 7                   | 1                   | 0                   | 1                | 0                | 0                | 1                           | 0                           | 0                           | —                  | —                  | —                  | 9     | 1     | 0       |
| Bayer Leverkusen  | 2020–21           | 29                  | 5                   | 5                   | 2                | 1                | 0                | 7                           | 2                           | 0                           | —                  | —                  | —                  | 38    | 8     | 5       |
| Bayer Leverkusen  | 2021–22           | 24                  | 7                   | 10                  | 1                | 0                | 0                | 6                           | 3                           | 4                           | —                  | —                  | —                  | 31    | 10    | 14      |
| Bayer Leverkusen  | 2022–23           | 17                  | 1                   | 6                   | —                | —                | —                | 8                           | 3                           | 2                           | —                  | —                  | —                  | 25    | 4     | 8       |
| Bayer Leverkusen  | 2023–24           | 32                  | 11                  | 11                  | 6                | 3                | 4                | 11                          | 4                           | 4                           | —                  | —                  | —                  | 49    | 18    | 19      |
| Bayer Leverkusen  | 2024–25           | 3                   | 3                   | 1                   | 1                | 0                | 0                | 1                           | 2                           | 0                           | 1                  | 0                  | 0                  | 6     | 5     | 1       |
| Bayer Leverkusen  | Total             | 112                 | 28                  | 33                  | 11               | 4                | 4                | 34                          | 14                          | 10                          | 1                  | 0                  | 0                  | 158   | 46    | 47      |
| Total na carreira | Total na carreira | 112                 | 28                  | 33                  | 11               | 4                | 4                | 34                          | 14                          | 10                          | 1                  | 0                  | 0                  | 158   | 46    | 47      |

- a. ^ Jogos da Copa da Alemanha
- b. ^ Jogos da Liga Europa e Liga dos Campeões
- c. ^ Jogos da Super Copa da Alemanha

## Títulos
Bayer Leverkusen
- Campeonato Alemão: 2023–24[carece de fontes?]
- Copa da Alemanha: 2023–24[carece de fontes?]
- Supercopa da Alemanha: 2024[carece de fontes?]

Alemanha
- Campeonato Europeu Sub-21: 2021[carece de fontes?]

### Prêmios individuais
- 60 jovens promessas do futebol mundial de 2020 (The Guardian)[59]
- Melhor Jogador da Temporada do Bayer Leverkusen: 2020–21[carece de fontes?]
- Homem do Jogo da Eurocopa Sub-21 em 2021: Semifinal[53][6]
- Melhor jogador jovem da Liga Europa da UEFA: 2022–23[18]
- Jogador do Mês da Bundesliga: Setembro de 2021, Outubro de 2023, Dezembro de 2023 e Fevereiro de 2024[carece de fontes?]
- Jogador do Ano da Bundesliga: 2023–24[carece de fontes?]
- Equipe da Temporada da Bundesliga (Kicker): 2024–25[60]

## Vida Pessoal

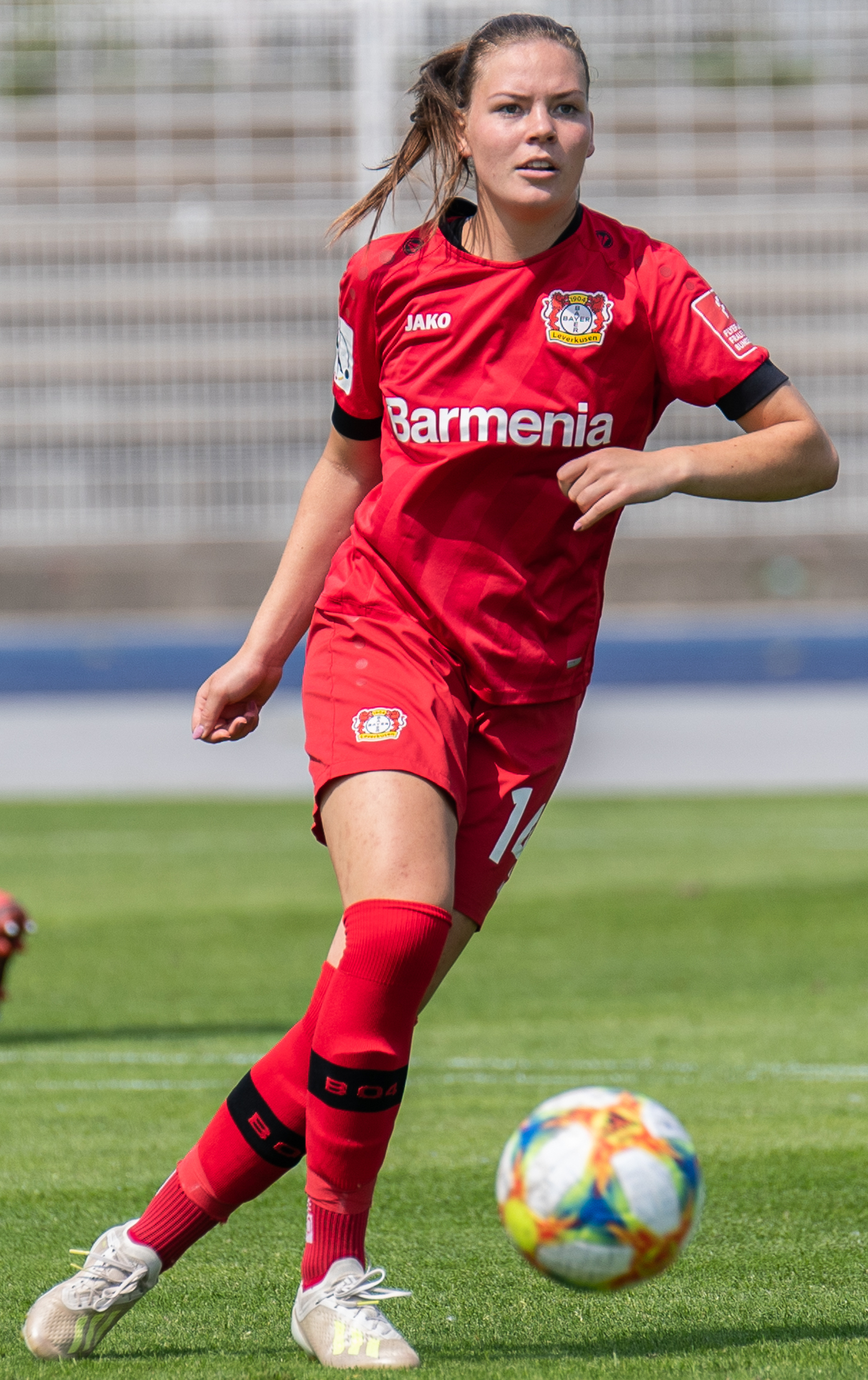
Juliane Wirtz, pelo Bayer 04, em 2020

Florian tem uma irmã, dois anos mais velha, que também joga futebol profissionalmente. Juliane Wirtz esteve nas Categorias de Base do Grün-Weiß Brauweile ao mesmo tempo que seu irmão. Futuramente, a mulher se profissionalizaria no esporte e jogaria pelo Bayer Leverkusen bem como o mais novo.
Desde criança, seu sonho já era ser jogador de futebol. Em entrevista, o atleta comentara sobre seu desejo desde muito jovem:
| “                                             | Gostaria de colocar desta forma: sempre tive o sonho de me tornar jogador de futebol profissional. Recentemente, no meu aniversário de 18 anos, minha mãe me mostrou um pedaço de papel da época do ensino fundamental. Deveríamos escrever o que queremos ser quando crescermos. Para mim dizia apenas: jogador de futebol. Sempre tive muita vontade de fazer isso e comecei desde cedo a chutar tudo que aparecia no meu caminho: balões, bolas e tudo mais que tinha em casa. Tínhamos muitas coisas voando por aí. | ” |
| — Florian, sobre seu desejo de jogar futebol. | |   |

Seu interesse era tanto, que ele jamais havia pensado em ter outro emprego senão jogador:
| “                                                             | Não. Eu nunca pensei sobre isso. Eu nunca quis isso e nunca precisei. Estou grato por isso. Meus amigos agora precisam decidir qual caminho educacional desejam seguir depois de terminarem o ensino médio, e às vezes ficam tristes porque ainda não sabem realmente o que querem fazer e seus pais os pressionam. Felizmente para mim, esse não é o caso. | ” |
| — Wirtz sobre se havia pensado em fazer algo além do futebol. | |   |